# Claes-Göran Carlman
Claes-Göran Carlman (ur. 29 sierpnia 1943) – szwedzki curler, mistrz świata z 1973.
Carlman czterokrotnie w latach 1969, 1972, 1973 i 1978 sięgał po złote medale mistrzostw Szwecji. Przeważnie grał na pozycji otwierającego.
Na arenie międzynarodowej zadebiutował w Mistrzostwach Świata 1969, gdzie Szwedzi uplasowali się na 4. miejscu. Po trzech latach podczas turnieju w Garmisch-Partenkirchen sztokholmski zespół zajął ostatnie miejsce nie wygrywając żadnego z meczów. W 1973 sytuacja zupełnie się odmieniła, Szwedzi w półfinale przeciwko Francji (Pierre Boan) wygrali 9:5. Stanęli na najwyższym stopniu podium pokonując w ostatnim spotkaniu 6:5 Kanadę (Harvey Mazinke).
Claes-Göran Carlman reprezentował Szwecję na pierwszych mistrzostwach Europy rozegranych w 1975. Szwedzi zwyciężyli fazę grupową, w finale jednak ulegli 7:6 Norwegom (Knut Bjaanaes). W MŚ 1978 zespół zdołał awansować do fazy play-off, po przegranym półfinale na rzecz Amerykanów (Bob Nichols) uplasował się na 4. miejscu. Ostatni raz wystąpił w ME 1982. Ekipa z Djursholms Curlingklubb wygrała 3 mecze i po zwycięstwie nad Holandią uplasowała się na 5. miejscu.

## Drużyna
|           | Czwarty        | Trzeci         | Drugi               | Otwierający         |
| --------- | -------------- | -------------- | ------------------- | ------------------- |
| 1997/1998 | Kjell Oscarius | Tom Schaeffer  | Bengt Oscarius      | Claes-Göran Carlman |
| 1982/1983 | Tom Schaeffer  | Bengt Oscarius | Lars Hegert         | Claes-Göran Carlman |
| 1977/1978 | Tom Schaeffer  | Svante Ödman   | Fred Ridderstad     | Claes-Göran Carlman |
| 1975/1976 | Kjell Oscarius | Bengt Oscarius | Tom Schaeffer       | Claes-Göran Carlman |
| 1972/1973 | Kjell Oscarius | Bengt Oscarius | Tom Schaeffer       | Claes-Göran Carlman |
| 1971/1972 | Kjell Oscarius | Tom Schaeffer  | Bengt Oscarius      | Claes-Göran Carlman |
| 1968/1969 | Kjell Oscarius | Bengt Oscarius | Claes-Göran Carlman | Christer Wessel     |